# Uniwersytet Króla Fajsala
Uniwersytet Króla Fajsala (fr. Université Roi Faiçal, arab. ‏جامعة الملك فيصل‎ URF, KFU) – czadyjska prywatna uczelnia zlokalizowana w Ndżamenie. Patronem uniwersytetu jest saudyjski król Fajsal bin Abdul Aziz.

## Historia
Uniwersytet został założony w 1991 lub w 1992 roku. Pierwsze zajęcia odbyły się w roku akademickim 1991/1992.
Uniwersytet ten kształci głównie nauczycieli języka arabskiego, przygotowując ich do pracy pedagogicznej w szkołach na terenie Czadu.

## Wydziały
W ramach uniwersytetu działają następujące wydziały:
- Wydział Języka Arabskiego
- Kolegium Nauk o Wychowaniu „Szariat”
- Koledż Inżynierii Komputerowej i Technologii Informatycznej
- Wydział Zarządzania i Ekonomii
- Wydział Prawa